# (37508) 3190 T-2
3190 T-2 (asteroide 37508) é um asteroide da cintura principal. Possui uma excentricidade de 0.11061780 e uma inclinação de 9.46290º.
Este asteroide foi descoberto no dia 30 de setembro de 1973 por Cornelis Johannes van Houten e Ingrid van Houten-Groeneveld e Tom Gehrels em Palomar.